# Richenel
Richenel, volledige naam Hubertus Richenel Baars (Amsterdam, 20 april 1957 – Amsterdam, 13 maart 2020), was een Nederlands zanger die vooral in de jaren tachtig bekend was. 

## Jeugd en opleiding
Richenel werd geboren in 1957 in Amsterdam en groeide op in de Amsterdamse wijken Kattenburg en Rivierenbuurt. Zijn vader kwam uit Suriname en zijn moeder uit Amsterdam. Hij heeft een oudere broer. Op jonge leeftijd was hij bezig met creatieve dingen als tekenen en schrijven. Na de middelbare school bezocht Richenel in de vroege jaren tachtig de Gerrit Rietveld Akademie, waar hij mode studeerde.

## Loopbaan
Zijn carrière begon toen hij door een vriend met een eigen band werd gevraagd om als zanger in te vallen, hiervoor werkte hij bij een bank. Als lid van de discoformatie Luxor was hij daarnaast lokaal bekend als zanger en danser en 'transformer'-artiest. Hij was vaste klant van de vermaarde Amsterdamse discotheek RoXY. Hij was in 1984 in een aflevering van het kinderprogramma Klassewerk te zien.
Dankzij zijn androgyne uiterlijk was hij een opvallende verschijning. De eerste single Statue of Desire werd niet erg populair. Zijn tweede single, L'Esclave endormi, was echter vooral in Engeland een grote hit. Het succes van Richenel trok de aandacht van producers Fluitsma & Van Tijn, bekend van onder anderen Mai Tai en Dolly Dots. Zij namen de zanger onder hun hoede. De single Dance around the World werd begin 1987 uitgebracht en bereikte in Nederland, België, Italië, Scandinavië en Duitsland de top van de hitlijsten. Op 27 oktober 1987 verkreeg hij vanwege zijn success de Zilveren Harp.
Ook de opvolgers Temptation, Don't save your Love en het album A Year has many Days (waarop ook Sarah Jane Morris van The Communards te horen is) deden het goed. Het nummer Secret Wish, geschreven door Richenel, Fluitsma en van Tijn, werd later gecoverd door de soulband The S.O.S. Band. Zijn tweede album Deep as Blue was minder succesvol. Op deze plaat stond onder meer de single Are you just using me, die door George Michael was geschreven onder het pseudoniem R. Phillips, en de singles Turn my Page en het jazzy Billie.
Van 10 september tot 8 oktober 1989 speelde hij de rol van prins in het Duitse muziektheaterstuk Kamasutra. Op 21 januari 1990 was hij te gast in een praatshow van de Leidse Werkgroep Homoseksualiteit (LWH).
Richenel maakte daarna het goed ontvangen album Oasis, waarvan twee singles getrokken werden: Oasis en Fascination For Love. Dit laatste nummer werd een hit in de dancecharts in Frankrijk en in de New Yorkse 'underground clubscene'. Het volgende album Closer werd echter niet opgepikt. Hoewel hij de daaropvolgende jaren af en toe nog wel een single uitbracht, nam het succes in de jaren negentig af en verdween Richenel langzaam maar zeker uit de spotlights. Zijn broer vertelde na het overlijden van Richenel dat de zanger geen zin had in de "spelletjes" van de muziekindustrie. Hij verhuisde naar Spanje, hield zich bezig met verschillende dance- en loungeprojecten en maakte in latere jaren naam als jazzzanger waar hij in Zuid-Europa een klein publiek voor vond. In Frankrijk zong hij in Nice in de Bar des Oiseaux, die werd gerund door de Amsterdamse Margit Lieuw Kie Song.
In 2009 kwam er alsnog een nieuwe cd uit, Artist in Exile, een album met dance-, disco- en loungeinvloeden. Met dit album wilde Richenel de disco- en danceperiode waardig afsluiten en zich verder gaan ontwikkelen in de jazzscene.

## Overlijden
In 2018 werd bij Richenel longkanker vastgesteld, waaraan hij in de nacht van donderdag op vrijdag 13 maart 2020 op 62-jarige leeftijd in zijn woonplaats Amsterdam overleed.

## Discografie
Albums
- La diferencia  (cassette, 1982[9])
- Statue of Desire (1985)
- A Year has many Days (1987)
- Deep as Blue (1989)
- Oasis (1992)
- Closer (1994)
- Aries (1998)
- Artist in Exile (2009)

Medewerking aan Albums
- This mortal Coil (1986)
- Iedereen Is anders (1988)

Singles
- Statue of Desire (12inch) (1984)
- L'Esclave endormi (1985)
- 50/50 (makes a 100%) (1986)
- Dance around the World (1987)
- Temptation (1987)
- Don't save your Love (1987)
- Are you just using me (1989)
- Turn my Page (1989)
- Billie (1989)
- Love you like there's no tomorrow (1990)
- Fascination for Love (1992)
- Oasis (1992)
- Deeper (1993)
- Hey let me tell you (1993)
- Can't get you out of my mind (1994)
- Sunny (12inch) (1999)
- Let's dance (12inch) (2001)
- Dance around the World (2011) (nieuwe versie)
- Suspicious Minds (2015)
- Artificial (2016)

## Hitnoteringen
| Single met eventuele hitnotering(en) in de Nederlandse Top 40 | Datum van verschijnen | Datum van binnenkomst | Hoogste positie | Aantal weken | Opmerkingen                                                          |
| ------------------------------------------------------------- | --------------------- | --------------------- | --------------- | ------------ | -------------------------------------------------------------------- |
| Dance around the World                                        | 1987                  | 10 januari 1987       | 9               | 10           | #10 in de Nationale Hitparade Top 100                                |
| Temptation                                                    | 1987                  | 25 april 1987         | 14              | 7            | #11 in de Nationale Hitparade Top 100 / Veronica Alarmschijf Radio 3 |
| Don't save your Love                                          | 1987                  | 12 september 1987     | 23              | 5            | #30 in de Nationale Hitparade Top 100                                |
| Are you just using me                                         | 1989                  | 1989                  | Tip7            | -            | #45 in de Nationale Top 100                                          |
| Turn my Page                                                  | 1989                  | 1989                  | Tip9            | -            | #59 in de Nationale Hitparade Top 100                                |
| Fascination for Love                                          | 1992                  | 1992                  | Tip9            | -            | #42 in de Nationale Top 100                                          |

| Single met hitnotering(en) in de Vlaamse Ultratop 50 | Datum van verschijnen | Datum van binnenkomst | Hoogste positie | Aantal weken | Opmerkingen |
| ---------------------------------------------------- | --------------------- | --------------------- | --------------- | ------------ | ----------- |
| Dance around the World                               | 1987                  | 24 januari 1987       | 7               | 10           |             |
| Temptation                                           | 1987                  | 9 mei 1987            | 12              | 7            |             |